# Ванкель, Йиндржих
Йиндржих Ванкель (чеш. Jindřich Wankel; 15 июля 1821, Прага — 5 апреля 1897, Оломоуц) — чешский врач, археолог и спелеолог. Произведённые им раскопки в местах стоянок доисторического человека в районе Моравского Карста дали важные результаты по истории Чехии периода заселения её человеком.

## Биография
Й. Ванкель родился в смешанной немецко-чешской семье, его отцом был Дамиан Ванкель, пражский чиновник немецкого происхождения, мать Магдалена — чешка. Изучал в Праге медицину под руководством анатома Йозефа Гиртля. После окончания обучения в 1847 году Ванкель работает в пражской больнице. В 1848 году, во время Чешской революции, участвует в вооружённом восстании, сражается на баррикадах и оказывает медицинскую помощь раненым. В том же году Ванкель получает звание магистра в Вене и поступает в Венский университет ассистентом Гиртля. В 1849 он уезжает в Моравию, где становится производственным врачом на сталеплавильном заводе графов Зальм-Рейффершейдтов в Йедовнице.
Помимо своих медицинских обязанностей Й. Ванкель занимался исследованием пещер в Моравском карсте. Он коллекционирует останки животных, живших здесь в Ледниковый период, идентифицирует их и собирает из них полные скелеты. Начиная с 1850-х годов исследователь публикует результаты своих изысканий а научных журналах Лейпцига, Вены и Праги. Сам же он проживает со своей семьёй (женой и 4 дочерьми) в Бланско, в доме, предоставленном графом Зальм в распоряжение учёного.
В 1867 году Й. Ванкель посещает Всемирную выставку в Париже, где знакомится с находками из мадленской пещеры. Учёный обнаруживает сходство с собственными артефактами, полученными при раскопках в пещере Бычья скала. В течение нескольких последующих лет Ванкель проводит активные исследования в моравских пещерах, позволивших ему сделать целый ряд научных открытий, имеющих и по сей день важное значение для изучения истории каменного века на территории Чехии. Среди них — так называемое Хальштаттское захоронение, состоящее из останков приблизительно 40 человек, а также различных предметов быта, в том числе роскошной повозки и бронзовой статуэтки быка. Результаты этих раскопок принесли Й. Ванкелю международную известность. Он становится одним из первых членов основанного Рудольфом Вирховом в 1869 году Берлинского общества антропологии, этнологии и предыстории, венского Антропологического общества. Датский зоолог Япетус Стенструп назвал в 1888 году Й. Ванкеля «отцом австрийской предыстории». Научная коллекция учёного, насчитывавшая более 8.000 предметов, была куплена у него венским Антропологическим обществом за 12.000 гульденов и передана в Естественнонаучный музей Вены, где она хранится до сих пор.
Внуком Й. Ванкеля был известный чешский антрополог, геолог и спелеолог Карел Абсолон.

## Сочинения (избранное)
- Der Menschenknochenfund in der Býčískálahöhle. Mitt. D. Anthr. Ges. Wien I, 1871.
- Prähistorische Eisenschmelz- und Schmiedestätten in Mähren. Mitt. D. Anthr. Ges. Wien VIII, 1879.
- Bilder aus der Mährischen Schweiz und ihrer Vergangenheit. Wien 1882.
- Beitrag zur Geschichte der Slaven in Europa. Olmütz 1885.